# Trienopa longifrons
Trienopa longifrons är en insektsart som först beskrevs av Walker 1858.  Trienopa longifrons ingår i släktet Trienopa och familjen sköldstritar. Inga underarter finns listade i Catalogue of Life.